# Opština Kruševo
Opština Kruševo (makedonsky Крушево, albánsky Krushevë, arumunsky Crushuva) je opština v Severní Makedonii. Kruševo je také název vesnice, která je centrem opštiny. Nachází se v Pelagonském regionu.

## Geografie
Opština sousedí na severozápadě s opštinou Plasnica, na severu s opštinou Makedonski Brod, na východě s opštinami Dolneni a Krivogaštani, na jihu s opštinou Mogila a na západě s opštinami Demir Hisar a Kičevo.
Centrem opštiny je vesnice Kruševo. Pod ni spadá dalších 18 vesnic:
- Aldanci, Arilevo, Belušino, Birino, Borino, Bučin, Dolno Divjaci, Gorno Divjaci, Jakrenovo, Miloševo, Norovo, Ostrilci, Presil, Pusta Reka, Saždevo, Selce, Sveto Mitrani, Vrboec

## Demografie
Podle sčítání lidu z roku 2021 žije v opštině 8 385 obyvatel. Etnickými skupinami jsou:
- Makedonci – 4 316 (51,47 %)
- Albánci – 2 464 (29,39 %)
- Valaši – 867 (10,34 %)
- Turci – 283 (3,38 %)
- ostatní a neuvedeno – 455 (5,42 %)